# Emily Overholt
Emily Overholt (Vancouver, 4 de octubre de 1997) es una deportista canadiense que compite en natación, especialista en el estilo libre.
Participó en los Juegos Olímpicos de Río de Janeiro 2016, obteniendo una medalla de bronce en la prueba de 4 × 200 m libre. Ganó dos medallas de bronce en el Campeonato Mundial de Natación, en los años 2015 y 2019.

## Palmarés internacional
| Juegos Olímpicos   | Juegos Olímpicos        | Juegos Olímpicos  | Juegos Olímpicos |
| Año                | Lugar                   | Medalla           | Prueba           |
| ------------------ | ----------------------- | ----------------- | ---------------- |
| 2016               | Río de Janeiro (Brasil) | Medalla de bronce | 4 × 200 m libre  |
| Campeonato Mundial |                         |                   |                  |
| Año                | Lugar                   | Medalla           | Prueba           |
| 2015               | Kazán (Rusia)           | Medalla de bronce | 400 m estilos    |
| 2019               | Gwangju (Corea del Sur) | Medalla de bronce | 4 × 200 m libre  |